# Большой гоноцефал
Большой гоноцефал (лат. Gonocephalus  grandis) — вид ящериц из семейства агамовых, обитающий в Юго-Восточной Азии.

## Описание
Общая длина достигает 55-60 см. Наблюдается половой диморфизм — самцы больше самок. Чешуя вдоль хребта сильно удлинена, уплощена и срастается основами, так что спинной гребень напоминает парус. Затылочный гребень высокий и отделён от спинного. Надглазничные гребни развиты слабо, без характерных выростов.
Окраска коричневая либо тёмно-оливковая. В возбуждённом состоянии становится ярко-зелёным, у самцов брюхо и горловой мешок имеют синий цвет с красными пятнами.

## Образ жизни
Предпочитает первичные тропические леса. Обычно встречается на ветвях деревьев и кустарников вдоль рек и ручьёв. Активен днём. Наиболее агрессивный из всех гоноцефалов к родственникам и не выдерживает присутствия особей своего пола. Питается членистоногими.

## Размножение
Это яйцекладущая ящерица. Самка откладывает от 2 до 6 яиц.

## Распространение
Обитает в южном Таиланде, на Малаккском полуострове, на островах Калимантан, Суматра, ряде мелких прилегающих островов.

## Галерея

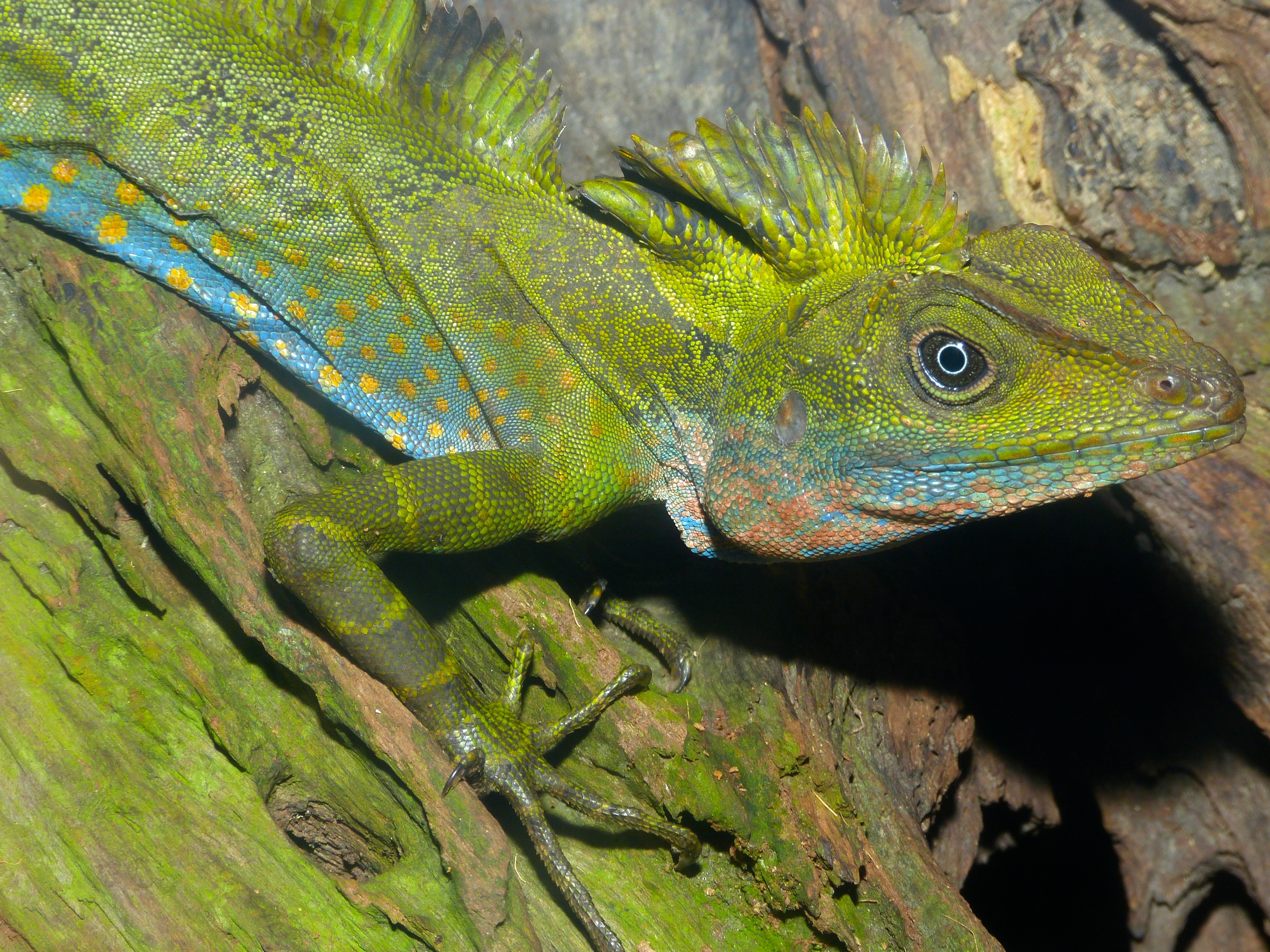
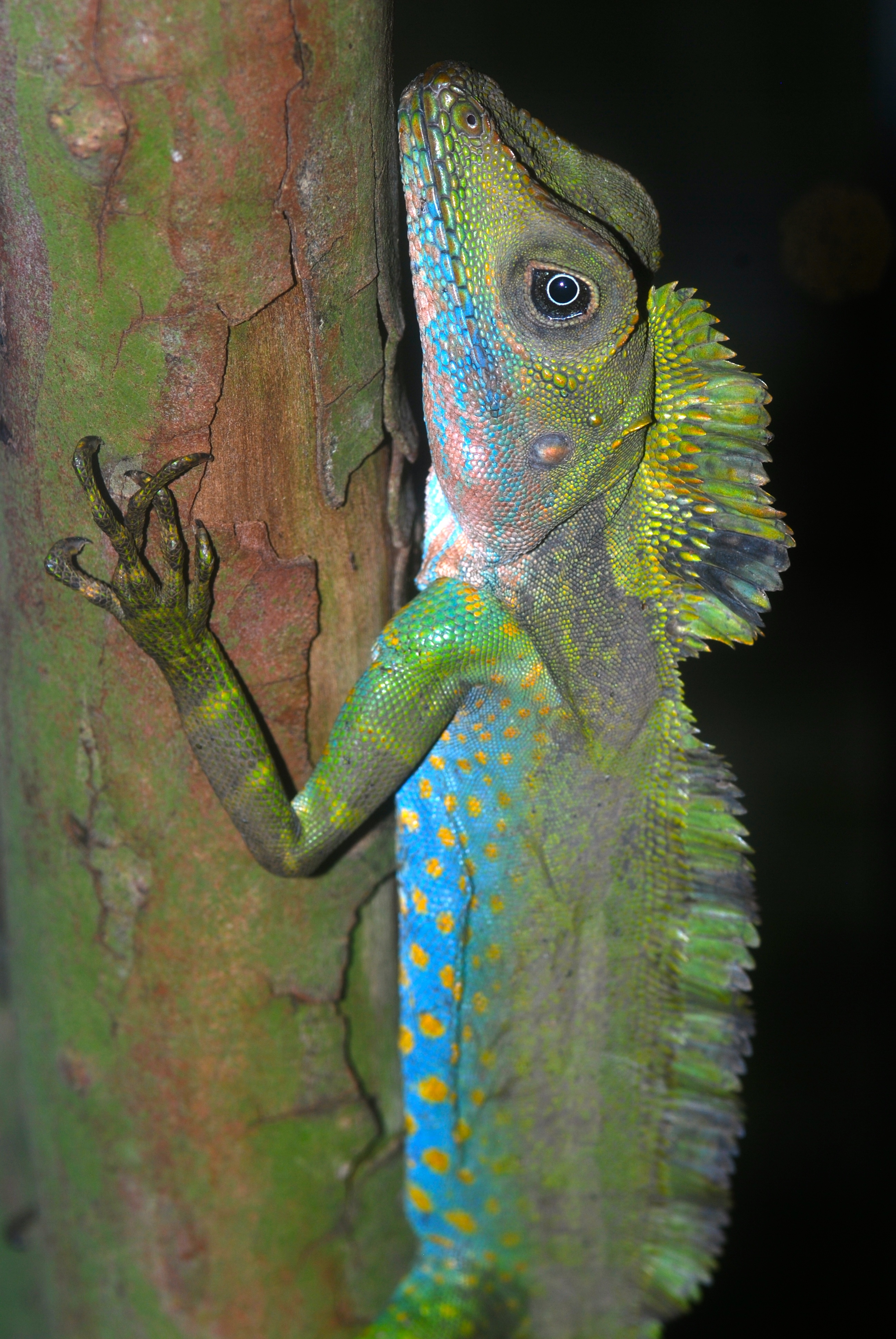